# Нова црква Рођења Богородичиног у Четережу
Нова црква Рођења Богородичиног у Четережу (општина Жабари), саграђена је 1854. године поред старе цркве брвнаре с почетка 19. века (1805). Обе цркве у Четережу су засебно евидентиране као споменици културе.

## Изглед
Црква је посвећена Рођењу пресвете Богородице, подигнута је у класицистичком духу уз примену елемената барока. У основи је једнобродна грађевина, са олтарском апсидом на истоку и бочним певницама, док је на западу припрата са звоником. Просторно је подељена на олтар, наос и припрату са галеријом. Фасадну декорацију карактеришу архитектонски елементи у виду кордон и кровног венца, лезена, лучно завршених прозорских отвора – монофора, од којих су поједини слепи, као и скромна обрада портала. Посебан нагласак је на западној фасади којом доминира масиван звоник.
Иконе на иконостасу настале су у другој половини 19. века. По свом сликарском квалитету нарочито се издвајају престоне иконе, које указују на сликара блиског делу Живка Павловића. Зидно сликарство је рад руског емигранта Тодора Фарафанова из 1934. године.
Црква Рођења пресвете Богородице у Четережу поседује и вредне богослужбене књиге и сасуде углавном из 19. века.